# Palpomya meleagris
Palpomya meleagris är en tvåvingeart som först beskrevs av Seguy 1939.  Palpomya meleagris ingår i släktet Palpomya och familjen bredmunsflugor.
Artens utbredningsområde är Etiopien. Inga underarter finns listade i Catalogue of Life.